# 流民图 (蒋兆和)
《流民圖》是中國四川畫家蔣兆和在1943年繪成的一幅畫作。

## 背景
正值中國抗日戰爭時期，四川泸州画家蒋兆和居於北平，见侵华日军占领中国国土，使得大批当地農民沦为失所流民，饱受饥寒、疾病的摧残。蒋兆和於是走往多地，觀察流民，繪製素材，於1942年開始繪畫《流民圖》，歷時一年，終於北平完成，全圖高200厘米，宽2700厘米。
1943年10月29日，《流民图》易名为《群像图》，在北平太庙展出，然而遭到日本宪兵的盘查、禁展。1944年，《流民图》在上海展出，展出结束后，作品被强行“借”走而下落不明。1953年，上海文化局工作人员在整理旧仓库时，发现了已经霉烂不堪、残缺不全的《流民图》上半卷，使丢失十年的画作回到作者手中。经过揭裱修补后，残缺的部分依稀可见。「文革」時期，《流民圖》被定性爲「反共賣國的大毒草」，蔣兆和因此成爲「有歷史問題的人」。「文革」结束後，中央美术学院上报文化部批准，肯定《流民图》为「一幅现实主义的爱国主义的作品」。1993年，蒋兆和的弟子複製了画卷的下半卷，重現畫作全卷。1998年，蒋兆和夫人萧琼将《流民图》原作捐献给中国美术馆，由該館永久收藏。

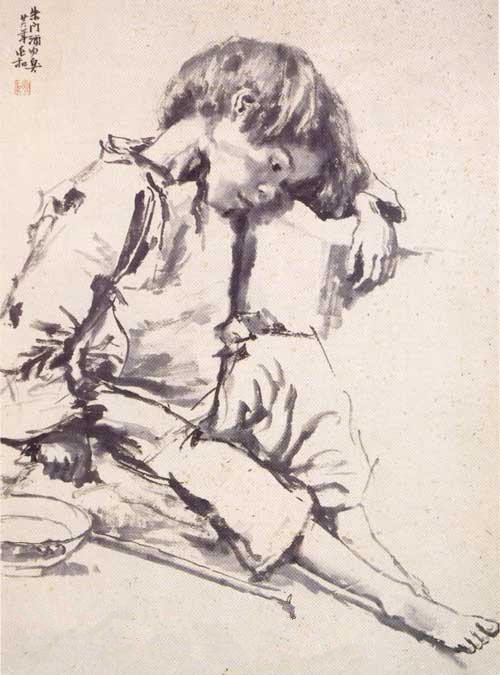
《流民圖》草圖

1989年4月，瀘縣玉蟾山景區將流民圖以浮雕的方式雕刻在石頭上，陳列於景區內，作爲一道景觀。

## 外部連結
- 倾诉屈辱，呐喊尊严——蒋兆和与《流民图》 （页面存档备份，存于）
- 蒋兆和绘《流民图》局部 （页面存档备份，存于）
- 蒋兆和《流民图》草图将现身广州展览(图) （页面存档备份，存于）